# 多樂貓與好友們：溫泉小鎮
《多樂貓與好友們：溫泉小鎮》，是由ForwardWorks／BeXide開發的益智遊戲，2019年10月1日於ios和Android上開始營運。全球版本為PiG Crop.代理發行（除中國和日本外），於2020年7月10日開始營運，支援語言為英文、韓文、簡體中文和繁體中文。

## 遊戲內容
該遊戲為PlayStation所發行之遊戲《DOCO-DEMO-ISSYO》的紀念續作。遊戲玩法類型為消除类游戏，玩家遊玩時需移動遊戲中相鄰的水果，並達到三個數量相鄰配對的水果就可以進行消除，若是消除的水果數量達到四個以上就可以獲得額外的遊戲道具來一次性地消除更多的水果。玩家突破重重的遊戲關卡後，玩家就可以將遊戲中的通關獎勵拿來建設遊戲世界觀中的地點「天空小鎮」中的建設發展。
遊戲劇情講述某一天的日子裡，一個擁有多樣天然水果且四面環山繞海的「天空小鎮」向遊戲主角多樂貓發來了「溫泉巴士之旅」的邀請函，據說在這裏有個百廢待興的溫泉鄉村，而那裡隱藏著只要動物泡過，就可以讓動物變成人類的傳說溫泉，而嚮往著成為人類的多樂貓也因此踏上了旅途。多樂貓到達了溫泉鄉村後，他遇見了旅館主人「空空」，而空空則在為遊客和生意冷清的問題而煩惱著，於是多樂貓決定擔任觀光大使來解決空空的煩惱，隨著玩家在遊戲中的進行，多樂貓也開始在這趟旅途中發現許多的神奇事物和結交各式各樣的朋友。

## 外部連結
- 《多樂貓與好友們：溫泉小鎮》遊戲官方網站 （页面存档备份，存于）